# Tomasz Jaszczuk
Tomasz Jaszczuk (né le 9 mars 1992 à Siedlce) est un athlète polonais, spécialiste du saut en longueur.

## Palmarès
| Date | Compétition                       | Lieu      | Résultat | Marque |
| ---- | --------------------------------- | --------- | -------- | ------ |
| 2011 | Championnats d'Europe juniors     | Tallinn   | 2e       | 8,11 m |
| 2012 | Championnats d'Europe             | Helsinki  | 8e       | 7,90 m |
| 2013 | Championnats d'Europe espoirs     | Tampere   | 6e       | 7,77 m |
| 2014 | Championnats d'Europe             | Zurich    | 7e       | 8,07 m |
| 2017 | Championnats d'Europe en salle    | Glasgow   | 4e       | 7,98 m |
| 2017 | Championnats d'Europe par équipes | Lille     | 4e       | 7,84 m |
| 2018 | Championnats d'Europe             | Berlin    | 5e       | 8,08 m |
| 2019 | Championnats d'Europe en salle    | Glasgow   | 6e       | 7,80 m |
| 2019 | Championnats d'Europe par équipes | Bydgoszcz | 3e       | 8,02 m |

## Records
| Épreuve          | Épreuve   | Marque | Lieu           | Date        |
| ---------------- | --------- | ------ | -------------- | ----------- |
| Saut en longueur | Plein air | 8,18 m | Biala Podlaska | 28 mai 2017 |
| Saut en longueur | En salle  | 7,98 m | Belgrade       | 4 mars 2017 |